# 6 시그마

6 시그마

6 시그마(6σ)는 기업에서 전략적으로 완벽에 가까운 제품이나 서비스를 개발하고 제공하려는 목적으로 정립된 품질 경영 기법 또는 철학으로서, 기업 또는 조직 내의 다양한 문제를 구체적으로 정의하고 현재 수준을 계량화하고 평가한 다음 개선하고 이를 유지 관리하는 경영 기법이다. 원래 모토로라에서 개발된 일련의 품질 개선 방법이었으며 품질 불량의 원인을 찾아 해결해 내고자 하는 체계적인 방법론이었다.
이후 제너럴 일렉트릭 등 여러 기업에서 도입되어 발전하였으며 특히 1990년대와 2000년대 동안 많은 인기를 얻은 기업 내 혁신을 위한 방법이다. 다른 품질경영관리기법인 종합 품질 관리(Total Quality Management)의 경우에는 생산 품질 자체에 집중하지만 6 시그마는 회사의 모든 부서의 업무에 적용할 수 있으며 각자의 상황에 알맞은, 고유한 방법론을 개발하고 적용하여 정량적 기법과 통계학적 기법으로 향상시킬 수 있다.

## 역사
1986년 모토로라의 엔지니어인 빌 스미스가 정립하였다. 이전에 많이 쓰이던 불량률 제로 운동, 총체적 품질경영기법 등의 다양한 품질관리 기법에서 많은 영향을 받아 만들어졌다. 6 시그마는 1995년 잭 웰치가 제너럴 일렉트릭에 도입하면서 한층 더 알려지고 발전하였다.

## 용어

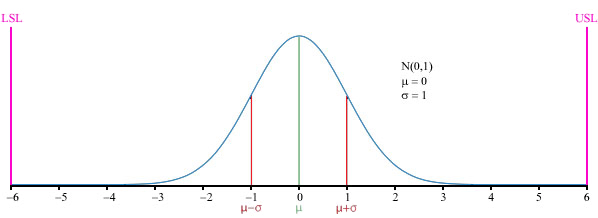
6 시그마 모델의 통계적 가정이 되는 정규분포 그림

6 시그마는 모토로라가 등록한 상표이다. 시그마(σ)는 원래 정규분포에서 표준편차를 나타내며 6 표준편차인 100만 개 중 3.4개의 불량률(Defects per million opportunities, DPMO)을 추구한다는 의미에서 나온 말이다.
실제로 ±6 시그마 수준은 10억 개 중 2개의 불량(0.002ppm 불량률)으로써, 6 시그마는 불량 제로를 추구하는 말이다.

## 방법론
6 시그마에는 두 가지 주요한 방법론이 있는데 DMAIC과 DMADV이다. 이 두 가지는 원래 W. 에드워드 데밍의 PDCA 계획-실행-점검-행동 사이클 이론에서 영향을 받은 것이다. DMAIC은 주로 기존의 프로세스를 향상시키기 위해 쓰이고, DMADV는 새로운 제품을 만들거나 예측 가능하고 결함이 없는 성능을 내는 디자인을 만들기 위한 목적으로 쓰인다.

### DMAIC
다음의 5단계를 체제를 구축하도록 한다.
- 정의(Define): 기업 전략과 소비자 요구 사항과 일치하는 디자인 활동의 목표를 정한다.
- 측정(Measure): 현재의 프로세스 능력, 제품의 수준, 위험 수준을 측정하고 품질에 결정적 영향을 끼치는 요소(CTQs, Criticals to qualities)를 밝혀낸다.
- 분석(Analyze): 디자인 대안, 상위 수준의 디자인을 만들기 그리고 최고의 디자인을 선택하기 위한 디자인 가능성을 평가하는 것을 개발하는 과정이다.
- 개선(Improve): 바람직한 프로세스가 구축될 수 있도록 시스템 구성 요소들을 개선한다.
- 관리(Control): 개선된 프로세스가 의도된 성과를 얻도록 투입 요소와 변동성을 관리한다.

### DMADV
- 정의(Define): 기업 전략과 소비자 요구 사항과 일치하는 디자인 활동의 목표를 정한다.
- 측정(Measure): 현재의 프로세스 능력, 제품의 수준, 위험 수준을 측정하고 품질에 결정적 영향을 끼치는 요소(CTQs, Criticals to qualities)를 밝혀낸다.
- 분석(Analyze): 디자인 대안, 상위 수준의 디자인을 만들기 그리고 최고의 디자인을 선택하기 위한 디자인 가능성을 평가하는 것을 개발하는 과정이다.
- 디자인(Design): 세부 사항, 디자인의 최적화, 디자인 검증을 위한 계획을 하는 단계를 말한다. 여기서 시뮬레이션 과정이 필요하다.
- 검증(Verify): 디자인, 시험 작동, 제품 개발 프로세스의 적용과 프로세스 담당자로의 이관 등에 관련된 단계이다.

### 이외
이외에 GE의 DMADOV(Define, Measure, Analyze, Design, Optimize and Verify) 등 적절하게 변형된 프로세스 방법론들이 있다.

## 같이 보기
- 68-95-99.7 규칙